# Genauns
|  | No s'ha de confondre amb Genunis. |

Els genauns (en llatí Genauni, en grec antic Γεναῦνοι "Genaunoi") eren un poble ferotge i guerrer de Rècia sotmès per Tiberi i Drus durant el regnat d'August.
Vivien entre els llacs Maggiore i Como, a l'actual Valle di Non, segons diuen Estrabó i Plini el Vell. El seu nom és un dels que consten al Trofeu dels Alps aixecat per commemorar la victòria d'August sobre les tribus alpines.